# Long After Dark
Long After Dark es el quinto álbum de estudio del grupo estadounidense Tom Petty and the Heartbreakers, publicado por la compañía discográfica Backstreet Records en noviembre de 1982. El álbum, que incluyó el éxito «You Got Lucky», radiado con frecuencia en la MTV, fue también el primero en incluir a Howie Epstein al bajo, cuyos coros también son evidentes a lo largo del álbum, notablemente en «Change of Heart». Desde su inclusión, la voz de Epstein se convirtió en una parte integral del sonido de The Heartbreakers. Además, Long After Dark fue el primer álbum del grupo en incluir sintetizadores.
En un principio, Long After Dark iba a incluir «Keepin Me Alive», una canción que gustaba a Petty pero no a su productor, Jimmy Iovine. Petty expresó que creía que el álbum hubiese sido mejor si hubiese incluido la canción. En última instancia, «Keeping Me Alive» fue publicada en la caja recopilatoria Playback en 1995.

## Lista de canciones
Todas las canciones escritas y compuestas por Tom Petty excepto donde se anota. 
| Cara A |                    |                          |          |  |
| N.º    | Título             | Escritor(es)             | Duración |  |
| 1.     | «A One Story Town» |                          | 3:06     |  |
| 2.     | «You Got Lucky»    | Tom Petty, Mike Campbell | 3:37     |  |
| 3.     | «Deliver Me»       |                          | 3:28     |  |
| 4.     | «Change of Heart»  |                          | 3:18     |  |
| 5.     | «Finding Out»      | Tom Petty, Mike Campbell | 3:36     |  |

| Cara B |                          |                          |          |  |
| N.º    | Título                   | Escritor(es)             | Duración |  |
| 1.     | «We Stand a Chance»      |                          | 3:38     |  |
| 2.     | «Straight into Darkness» |                          | 3:49     |  |
| 3.     | «The Same Old You»       | Tom Petty, Mike Campbell | 3:31     |  |
| 4.     | «Between Two Worlds»     | Tom Petty, Mike Campbell | 5:12     |  |
| 5.     | «A Wasted Life»          |                          | 4:35     |  |

## Personal
- Tom Petty: voz, guitarra de seis y doce cuerdas, guitarra principal en «We Stand a Chance» y sintetizador
- Mike Campbell: guitarra principal, guitarra de doce cuerdas y órgano
- Benmont Tench: piano, órgano Hammond y Vox, sintetizador y coros
- Stan Lynch: batería y coros
- Howie Epstein: bajo y coros
- Phil Jones: percusión
- Ron Blair: bajo en «Between Two Worlds»

## Posición en listas
| País           | Lista                   | Posición |
| -------------- | ----------------------- | -------- |
| Estados Unidos | Billboard 200           | 9        |
| Nueva Zelanda  | New Zealand Music Chart | 25       |
| Suecia         | Swedish Albums Chart    | 20       |